# Zale pachystrigata
Zale pachystrigata là một loài bướm đêm trong họ Erebidae.